# Betonowy ogród
Betonowy ogród (ang. The Cement Garden) – powieść brytyjskiego pisarza Iana McEwana z 1978 (polskie wydanie - 1994, tłumaczenie Marek Obarski). Realistyczna fabuła wzbogacona jest elementami realizmu magicznego. Treść koncentruje się wokół przeżyć związanych z interpretacją kompleksu Edypa. 
Powieść doczekała się sfilmowania w 1993 ("Cementowy ogród", reżyseria: Andrew Birkin, grali: Charlotte Gainsbourg i Andrew Robertson).

## Treść
Powieść opisuje losy pewnej rodziny (z retrospekcjami), która zamieszkuje surrealistyczną ulicę, na której oprócz domu bohaterów pozostały tylko ruiny innych prefabrykowanych willi, dawno opuszczonych przez właścicieli. W oddali znajduje się osiedle wysokich bloków. Po śmierci ojca (z zamiłowaniem pielęgnującego przydomowy ogród) główny bohater pozostaje w domu ze schorowaną matką i rodzeństwem: Julią, Sue i Tomem. Matka pewnego dnia umiera, co wywołuje paraliż decyzyjny u pozostałego rodzeństwa, które ostatecznie postanawia pochować matkę w betonie, pozostałym z remontu ogrodu (w przypadku gdyby śmierć matki wyszła na jaw, rodzinie groziłby rozpad - przekazanie do domów dziecka). Ciało zostaje zatopione w ogromnym kufrze w piwnicy. Potem następują tajemnicze dni, pełne dziwnych zachowań, podszytych seksualnością, zwłaszcza pomiędzy rodzeństwem. Dni te są paradoksalnie, bardzo szczęśliwym okresem dla wszystkich. Julia - główny bohater, wciela się w rolę matki. W tym samym czasie sarkofag w piwnicy zaczyna pękać i wydzielać odór. Jednocześnie Julia sprowadza do domu Dereka - nowego chłopaka (bilardzistę). Wywołuje to różne konflikty i dynamiczny finał, gdyż Derek odkrywa tajemnicę rodziny.